# Herb Ellis Meets Jimmy Giuffre
Herb Ellis Meets Jimmy Giuffre è un album del chitarrista jazz statunitense Herb Ellis con il sassofonista, compositore e arrangiatore Jimmy Giuffre, pubblicato dalla Verve Records nel novembre del 1959.

## Tracce
LP (1959, Verve Records, MG V-8311)
Lato A (30,094)
1. Goose Grease – 3:01 (musica: Jimmy Giuffre, Herb Ellis)
2. When Your Lover Has Gone – 5:53 (musica: Einar Aaron Swan)
3. Remember – 7:39 (musica: Jimmy Giuffre)
4. Patricia – 4:02 (musica: Art Pepper)

Lato B (30,095)
1. A Country Boy – 5:02 (musica: Herb Ellis)
2. You Know – 4:28 (musica: Jimmy Giuffre)
3. My Old Flame – 3:29 (testo: Sam Coslow – musica: Arthur Johnston)
4. People Will Say We're in Love – 4:49 (testo: Oscar Hammerstein II – musica: Richard Rodgers)

- Durata brani ricavati dalla ristampa su CD pubblicato nel 1999 dalla Verve Records (314 559 826-2)

## Musicisti
- Herb Ellis – chitarra
- Jimmy Giuffre – sassofono tenore, arrangiamenti
- Richie Kamuca – sassofono tenore
- Bud Shank – sassofono alto
- Art Pepper – sassofono alto
- Lou Levy – pianoforte
- Jim Hall – chitarra ritmica
- Joe Mondragon – contrabbasso
- Stan Levey – batteria

### Produzione
- Norman Granz – produzione
- Registrazioni effettuate al Radio Recorders di Hollywood, 26 marzo 1959
- Bones Howe – ingegnere delle registrazioni
- Sheldon Marks – art direction copertina album originale
- Bill Retsler – foto copertina album originale
- Nat Hentoff – note retrocopertina album originale [2] [3]